# Целебеський свистун
Целебеський свистун (Coracornis) — рід горобцеподібних птахів родини свистунових (Pachycephalidae). Включає два види. Представники роду поширені на острові Сулавесі та островах Сангіхе в Індонезії.

## Види
- Свистун целебеський (Coracornis raveni)
- Ядлівчак сангезький (Coracornis sanghirensis)